# Mamer (rzeka)
Mamer – rzeka w Luksemburgu, w dystrykcie Luksemburg, na obszarze kantonów Capellen i Mersch, o długości ok. 25 km. Uchodzi do rzeki Alzette w mieście Mersch, stanowiąc jej lewostronny dopływ.
Źródło cieku znajduje się w okolicach miejscowości Hivange. Płynie w kierunku północno-wschodnim. Od źródła do miejscowości Mamer biegnie równoleżnikowo na wschód, od Mamer do ujścia południkowo na północ. Przepływa m.in. przez Garnich, Holzem, Mamer, Kopstal i Schoenfels. Głównymi dopływami są: Wëlleschbaach, Faulbaach, Kielbaach, Riedelbaach oraz Bräderbaach.
Zgodnie z podziałem Luksemburga na tzw. regiony rybne (niem. Fischregionen), wyróżnione ze względu na charakter rzeki i występujące w niej gatunki ryb, Mamer zaklasyfikowano do Regionu Ryb Łososiowatych (niem. Salomonidenregion).